# Nienwohld
Nienwohld település Németországban, Schleswig-Holstein tartományban. Lakosainak száma 504 fő (2023. december 31.).

## Népesség
A település népességének változása:
| Lakosok száma | 419  | 464  | 479  | 485  | 496  | 496  | 504  |
|               | 1975 | 2014 | 2017 | 2019 | 2021 | 2022 | 2023 |